# Centrale Ringweg

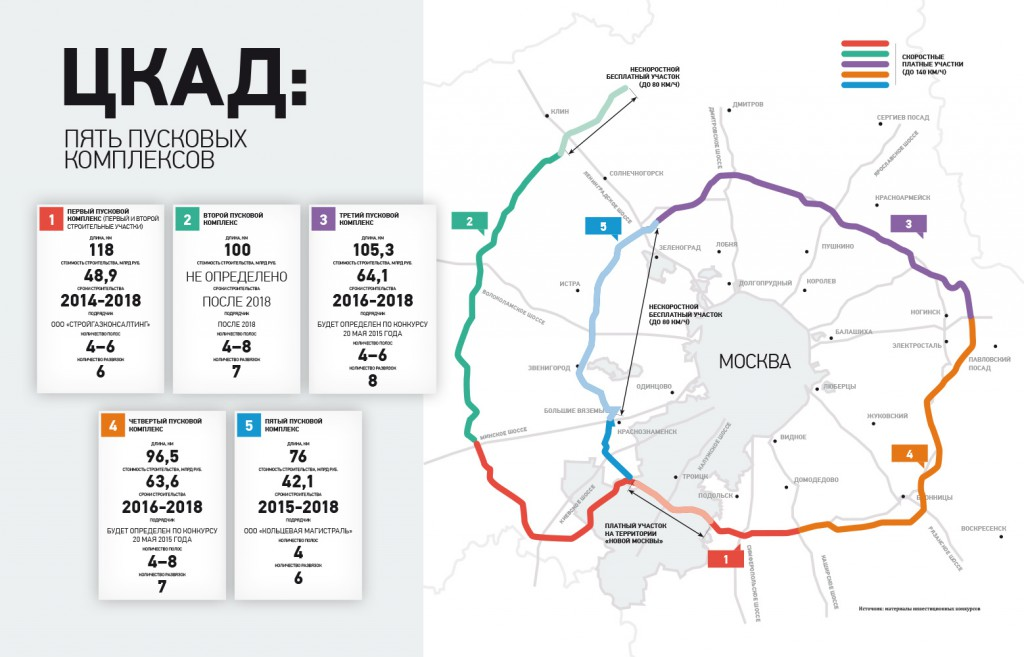
Centrale Ringweg

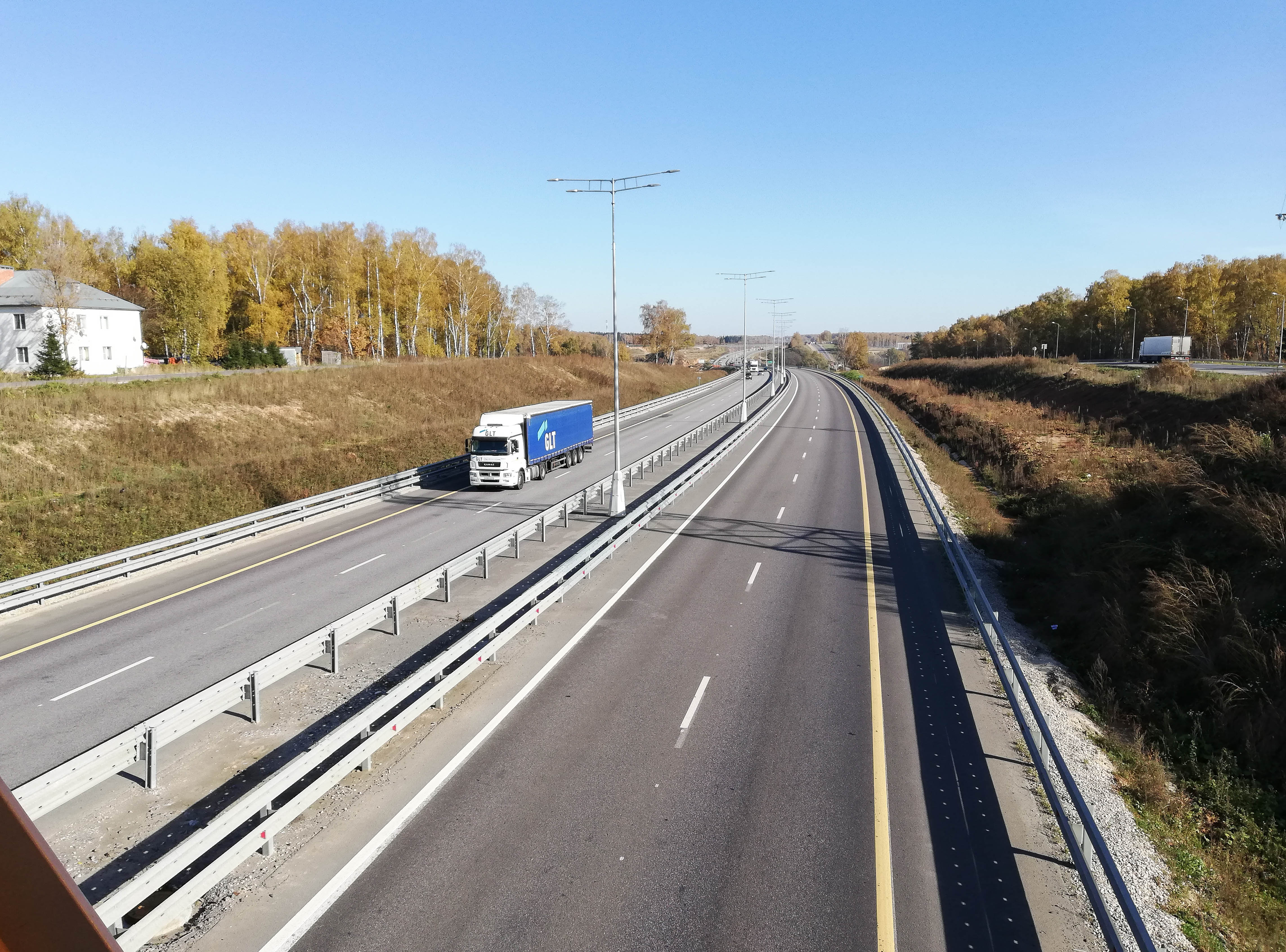
A-113 Centrale Ringweg

De Centrale Ringweg (Russisch: Центральная кольцевая автомобильная дорога; Tsentralnaja koltsevaja avtomobilnaja doroga) of kortweg TsKAD (ЦКАД) of A-113 is een geplande ringweg om Moskou door de oblast Moskou. De aanleg startte in 2011 en de weg zou volgens de plannen voltooid moeten zijn in 2025. De kosten werden in 2008 geschat op een kleine 500 miljard Roebel (12 miljard euro), op te brengen door de staat (60%), het oblastbestuur (10%) en marktpartijen (25%). De weg wordt aangelegd om de toegenomen congestie van het verkeer rond Moskou te verbeteren door het verkeer meer te spreiden.
De lengte is gepland op 521 kilometer, waarbij de weg 34 kruispunten zal krijgen en 278 bruggen en viaducten. Een deel van de weg zal het tracé van de (in aanleg zijnde) M-11, de tolweg tussen Moskou en Sint-Petersburg parallel aan de M-10, volgen. Het aantal rijstroken zal variëren tussen de 4 en 8 en de maximumsnelheid tussen de 80 en 140 km/u.
Volgens de huidige plannen moet de TsKAD een tolweg worden. De tolprijs zou daarbij 1 Roebel per kilometer moeten worden op stukken die door staatsbedrijf Avtodor worden aangelegd, maar zal hoger zijn bij stukken die door marktpartijen worden aangelegd.
Boulevardring · 
Tuinring · 
Derde Ringweg · 
Vierde Ringweg (gepland) · 
MKAD · 
A-107 · 
Centrale Ringweg (in aanleg) · 
A-108